# Emanuel Bevilacqua
Emanuel Bevilacqua (Roma, 14 agosto 1968) è un attore italiano.

## Biografia
Romano di nascita, residente nel quartiere di Ostia, il padre e gli zii paterni vantano trascorsi cinematografici: sono infatti i napoletani in Accattone di Pier Paolo Pasolini. Bevilacqua iniziò a recitare per caso, quando il regista Claudio Caligari lo scelse per il ruolo di Marco Lorusso, detto Il rozzo, dopo averlo notato mentre si aggirava in moto intorno al set dove si stava girando L'odore della notte (1998). Da allora è comparso in vari altri film, come L'aria salata (2006), dove interpreta il pericoloso detenuto Saverio; Nel 2015 entra nel cast con un cameo nel film "Non essere cattivo" regia di Claudio Caligari. Smetto quando voglio - Masterclass (2017) e Smetto quando voglio - Ad honorem (2017), rispettivamente secondo e terzo della trilogia cominciata con Smetto quando voglio di Sydney Sibilia; lo ritroveremo nel film Ride (2018), per la regia di Valerio Mastandrea, già suo co-protagonista in L'odore della notte; e nel 2019 nel ruolo del "Bove" in Non ci resta che il crimine di Massimiliano Bruno, pellicola di successo dove Bevilacqua ritrova Marco Giallini, altro membro della banda de L'odore della notte. È attivo anche in televisione.nel 2025 partecipa nel film "La guerra di Elena" regia Stefano Casertano. Emanuel lo vedremmo nei panni di Brunello il fascista.

L' odore della notte, regia di Claudio Caligari (1998)
- Il cartaio, regia di Dario Argento (2004)
- L'aria salata, regia di Alessandro Angelini (2006)
- Alza la testa, regia di Alessandro Angelini (2009)
- Arance & martello, regia di Diego Bianchi (2014)
- Non essere cattivo, regia di Claudio Caligari (2015)
- Smetto quando voglio - Masterclass, regia di Sydney Sibilia (2017)
- Smetto quando voglio - Ad honorem, regia di Sydney Sibilia (2017)
- Ride, regia di Valerio Mastandrea (2018)
- Beyond the Edge,  Regia  Aleksandr Boguslavskiy  (2018)
- Non ci resta che il crimine, regia di Massimiliano Bruno (2019)
- La guerra di Elena, regia Stefano Casertano (2025)

### Televisione
- Distretto di Polizia – serie TV (2000)
- L'impero – miniserie TV (2001)
- Il commissario – serie TV (2002)
- Il clan dei camorristi – serie TV (2013)
- Rex – serie TV (2016)
- Tutti insieme all'improvviso – serie TV (2016)
- Squadra antimafia - Il ritorno del boss – serie TV, episodio 8x01 (2016)

### Cortometraggi
- Un gioco da grandi (2013)
- Sasha I love you, regia di Luigi Pietrobono e Mauro Stroppa (2014)
- Trevirgolaottantasette, regia di Valerio Mastrandrea (2005)
- My kind off woman, regia di Emanuele Scaringi (2008)
- Amores-Daphne, regia di Lorenzo Giovenga (2012)
- Clown T, regia di Lorenzo Giovenga (2014)